# Міст Ватерлоо (Моне)
«Міст Ватерлоо» (фр. Le Pont de Waterloo) — серія імпресіоністичних картин французького художника Клода Моне, що зображують лондонський міст Ватерлоо, а саме перший міст із цією назвою, який був зведений у 1817 році. Серія налічує 41 картину, які були написані олійними фарбами в період із 1900 по 1904 рік і утворюють підсерію в межах масштабного «Лондонського циклу» (разом із серіями «Міст Чарінг-Крос» і «Будинки Парламенту»).

## Історія створення
Перебуваючи у вигнанні під час Франко-прусської війни, Моне вперше відвідав Лондон у 1870 році. Художник був зачарований містом і пообіцяв повернутися сюди знову. Основну увагу Моне привертали лондонські тумани, які були наслідком промислової революції. Деякі дослідники творчості Моне припускають, що натхненням для нього також стала творчість сучасників — Джозефа Меллорда Вільяма Тернера і Джеймса Вістлера, які так само захоплювалися атмосферою Лондона та його світловими ефектами.
У 1899 році Моне повернувся до Лондона і винайняв кімнату в готелі «Савой», звідки відкривався чудовий краєвид, що надихнув його на створення серії картин міста. Із 1899 по 1905 рік Моне періодично приїздив до Лондона, щоб працювати над картинами. Він неодноразово зображував міст Ватерлоо та створив інші картини з краєвидами міста, зокрема серії «Будинки Парламенту» і «Міст Чарінг-Крос». Хоча всі роботи Моне розпочав у Лондоні, деякі з них він завершив у своїй студії в Живерні.

## Вибрані картини
| Зображення | Назва й номер за каталогом Даніеля Вільденштейна        | Рік створення | Розмір          | Місцезнаходження                                             |
| ---------- | ------------------------------------------------------- | ------------- | --------------- | ------------------------------------------------------------ |
|            | Міст Ватерлоо (W 1555)                                  | 1900          | 65 x 93 см      | Музей мистецтв Санта-Барбари, Санта-Барбара, Каліфорнія, США |
|            | Міст Ватерлоо, похмура погода (W 1556)                  | 1900          | 65 x 100 см     | Галерея Г'ю Лейн, Дублін, Ірландія                           |
|            | Міст Ватерлоо, сіра погода (W 1557)                     | 1900          | 65,4 × 92,6 см  | Чиказький художній інститут, Чикаго, Іллінойс, США           |
|            | Міст Ватерлоо, похмура погода (W 1558)                  | 1901          | 65 × 100 см     | Приватне зібрання, Японія                                    |
|            | Міст Ватерлоо, ранковий туман (W 1559)                  | 1901          | 65,7 × 100,2 см | Музей мистецтв Філадельфії, Філадельфія, Пенсильванія, США   |
|            | Міст Ватерлоо (W 1560)                                  | 1902          | 65 × 100 см     | Гамбурзька картинна галерея, Гамбург, Німеччина              |
|            | Міст Ватерлоо, сірий день (W 1561)                      | 1903          | 65,5 × 100,5 см | Ордрупгаард, Копенгаген, Данія                               |
|            | Міст Ватерлоо (W 1562)                                  | 1903          | 65 × 101,5 см   | Музей мистецтв, Берн, Швейцарія                              |
|            | Міст Ватерлоо, похмура погода (W 1563)                  | 1904          | 65 × 99,4 см    | Приватне зібрання                                            |
|            | Міст Ватерлоо, Лондон, у сутінках (W 1564)              | 1904          | 65,7 × 101,6 см | Національна галерея мистецтва, Вашингтон, США                |
|            | Міст Ватерлоо, ефект сонячного світла (W 1565)          | 1903          | 63,5 × 98,4 см  | Денверський художній музей, Денвер, Колорадо, США            |
|            | Міст Ватерлоо, ефект сонячного світла з димом (W 1566)  | 1900          | 66 × 101 см     | Балтиморський музей мистецтв, Балтимор, Меріленд, США        |
|            | Міст Ватерлоо, ефект сонячного світла (W 1567)          | 1903          | 73,8 × 98,1 см  | Художній музей Мілвокі, Мілвокі, Вісконсин, США              |
|            | Міст Ватерлоо (W 1568)                                  | 1903          | 65,4 × 92,9 см  | Вустерський музей мистецтв, Вустер, Массачусетс, США         |
|            | Міст Ватерлоо, сірий день (W 1569)                      | 1903          | 65,1 × 100 см   | Національна галерея мистецтва, Вашингтон, США                |
|            | Міст Ватерлоо, сіра погода, дим (W 1570)                | 1904          | 65 × 100 см     | Приватне зібрання, Японія                                    |
|            | Міст Ватерлоо, сіра погода (W 1571)                     | 1903          | 65 × 92 см      | Приватне зібрання, США                                       |
|            | Міст Ватерлоо, сонце в тумані (W 1572)                  | 1904          | 73 × 92 см      | Приватне зібрання                                            |
|            | Міст Ватерлоо: ефект сонячного світла в тумані (W 1573) | 1903          | 73,7 × 100,3 см | Національна галерея Канади, Оттава, Канада                   |
|            | Міст Ватерлоо (W 1574)                                  | 1899-1901     | 65 × 81 см      | Приватне зібрання                                            |
|            | Міст Ватерлоо, туман (W 1575)                           | 1899-1901     | 65 × 81 см      | Приватне зібрання                                            |